# Nekrolog 1572
Nekrolog
◄◄
| ◄
| 1568
| 1569
| 1570
| 1571
| 1572 | 1573 | 1574 | 1575 | 1576 | ► | ►►
Weitere Ereignisse | Allgemeiner Nekrolog 1572
Die Beschreibung der verstorbenen Person sollte so kurz wie möglich gehalten sein und nur deren signifikante Tätigkeit(en) enthalten.
Neue Namen ggf. auch unter dem Geburts- und Sterbedatum, also etwa unter 1. Januar und im Geburts- und Sterbejahr (2024) eintragen (nur bei entsprechender großer Wichtigkeit). Für Beispiele siehe die schon vorhandenen Artikel.
Außerdem über die fünf zuletzt Verstorbenen, zu denen es einen ausreichend guten Artikel für eine Präsentation auf der Hauptseite gibt, nach der todesbedingten Überarbeitung der Artikel ggf. auch unter Wikipedia Diskussion:Hauptseite informieren und sie am besten auch in den anderen Wikipedia-Sprachversionen eintragen. Tipp: Regelmäßig bei news.google.de nach „ist tot“, „gestorben“ oder „verstorben“ suchen.
Wenn eine Person gestorben ist, gibt es viele Seiten zu dieser Person in der Wikipedia, die davon auch betroffen sind und entsprechend aktualisiert werden müssen. Beispiele: Namenübersichtsseite, Geburtsjahr, Geburtsort-Seiten und viele mehr.
Wie finde ich die betroffenen Seiten?
Im Suchfeld auf der linken Seite gibt man den Suchbegriff so ein: „Vorname Nachname“. Dann klickt man auf Volltext und alle Seiten mit entsprechendem Suchtext werden aufgerufen. Hier sieht man dann schnell, wo auch das Todesjahr Sinn macht oder sogar ein Teil des Artikels angepasst werden muss. Auch hilft das „Werkzeug“ auf der linken Seite sehr gut, um solche Seiten aufzufinden: „Links auf diese Seite“. Somit ist die Wikipedia wieder aktuell in allen Bereichen! Hinweis: bei Eintragung der Kategorie „Gestorben JAHR“ wird der Missbrauchsfilter 49 ausgelöst, was jedoch nicht schlimm ist. Siehe: Spezial:Missbrauchsfilter/49
Dies ist eine Liste von im Jahr 1572 verstorbenen bekannten Persönlichkeiten. Die Einträge erfolgen innerhalb der einzelnen Daten alphabetisch sortiert. Tiere sind im Nekrolog für Tiere zu finden.

## Januar
| Tag        | Name                          | Beruf, bekannt als                                                           | Alter | Beleg |
| ---------- | ----------------------------- | ---------------------------------------------------------------------------- | ----- | ----- |
| 1. Januar  | Paul Crusius                  | deutscher evangelischer Theologe, Mathematiker und Historiker                |       |       |
| 4. Januar  | Alwig von Sulz                | Landgraf im Klettgau, Kaiserlicher Rat, Hauptmann und Landvogt im Oberelsass |       |       |
| 7. Januar  | Charles de Brimeu             | Graf von Megen, spanischer Militär                                           |       |       |
| 13. Januar | Jan Augusta                   | Bischof der Unität der Böhmischen Brüder                                     |       |       |
| 13. Januar | William Petre                 | englischer Politiker und Staatsmann                                          |       |       |
| 22. Januar | Heinrich VI. von Plauen       | Burggraf von Meißen                                                          | 35    |       |
| 23. Januar | Johann von Münchhausen        | Bischof von Kurland, Bischof von Ösel und Domherr in Verden                  |       |       |
| 26. Januar | Pierre de Monte               | 50. Großmeister des Malteserordens                                           |       |       |
| 27. Januar | Johanna von Hanau-Lichtenberg | Gräfin von Hanau und Eberstein                                               |       |       |
| Januar     | Jan Táborský z Klokotské Hory | tschechischer Schreiber, Komponist, Astronom und Mechanikus                  |       |       |

## Februar
| Tag         | Name                          | Beruf, bekannt als                                     | Alter | Beleg |
| ----------- | ----------------------------- | ------------------------------------------------------ | ----- | ----- |
| 1. Februar  | Benedetto Tola                | italienischstämmiger Maler und Musiker                 |       |       |
| 16. Februar | Georg Silberschlag der Ältere | deutscher Theologe                                     |       |       |
| 17. Februar | Hermes Halpaur                | Jesuit, Prediger und Theologe                          |       |       |
| 23. Februar | Pierre Certon                 | französischer Komponist                                |       |       |
| 28. Februar | Katharina von Österreich      | durch Heirat Königin von Polen und Herzogin von Mantua | 38    |       |
| 28. Februar | Aegidius Tschudi              | schweizerischer Historiker und Politiker               | 67    |       |
| 28. Februar | Udai Singh II.                | indischer Herrscher                                    | 49    |       |

## März
| Tag      | Name                        | Beruf, bekannt als                                            | Alter | Beleg |
| -------- | --------------------------- | ------------------------------------------------------------- | ----- | ----- |
| 5. März  | Giulio Campi                | italienischer Maler                                           |       |       |
| 10. März | Jacob von Zitzewitz         | pommerscher Staatsmann                                        |       |       |
| 12. März | Mem de Sá                   | portugiesischer Adliger, Jurist, Richter und Gouverneur       |       |       |
| 13. März | Petar Hektorović            | kroatischer Dichter und Universalgelehrter der Renaissance    |       |       |
| 17. März | Marcantonio Amulio          | italienischer Geistlicher, Kardinal der katholischen Kirche   |       |       |
| 17. März | Georg Hund von Wenkheim     | Hochmeister des Deutschen Ordens                              |       |       |
| 20. März | Hieronymus Weller           | deutscher lutherischer Theologe und Reformator                | 72    |       |
| 21. März | Wigand Happel               | deutscher Rechtswissenschaftler, Hebraist und Hochschullehrer | ~50   |       |
| 22. März | Katharina von Pfalz-Simmern | Äbtissin im Kloster Kumbd                                     | 61    |       |
| 26. März | Johann Bonifaz Schetzler    | deutscher Botenmeister, Lehenschreiber und Sekretär           |       |       |
| 28. März | Annecke Lange               | deutsche Frau, Opfer der Hexenprozesse                        |       |       |
| 28. März | Wilhelm Ulenoge             | deutscher Notar                                               |       |       |

## April
| Tag       | Name                                | Beruf, bekannt als                                                                | Alter | Beleg |
| --------- | ----------------------------------- | --------------------------------------------------------------------------------- | ----- | ----- |
| 2. April  | Elisabeth von Braunschweig-Lüneburg | Herzogin von Geldern                                                              | 77    |       |
| 6. April  | Wilhelm Bidembach                   | deutscher lutherischer Theologe und Geistlicher                                   | 33    |       |
| 11. April | Gerhard Matthisius                  | deutscher Philosoph und Theologe                                                  | ~50   |       |
| 12. April | Jean Crespin                        | französischer Jurist in Arras, Parlamentsadvokat in Paris und Buchdrucker in Genf |       |       |
| 17. April | Filip Padniewski                    | Bischof von Krakau (1562–1572)                                                    |       |       |
| 19. April | Pedro de Gante                      | Franziskanermissionar in Mexiko                                                   |       |       |

## Mai
| Tag     | Name                   | Beruf, bekannt als                          | Alter | Beleg |
| ------- | ---------------------- | ------------------------------------------- | ----- | ----- |
| 1. Mai  | Moses Isserles         | polnischer Rabbiner                         |       |       |
| 1. Mai  | Pius V.                | Papst (1566–1572)                           | 68    |       |
| 5. Mai  | Margaret Erskine       | Mätresse des Königs Jakob V. von Schottland |       |       |
| 8. Mai  | Petrus Percic          | Bischof von Seckau                          |       |       |
| 13. Mai | Johann Argentier       | italienischer Mediziner                     |       |       |
| 17. Mai | Albrecht von Rosenberg | Reichsritter mit der Herrschaft Schüpf      |       |       |
| 22. Mai | Gilbert Cousin         | Humanist und Theologe                       | 66    |       |

## Juni
| Tag      | Name                              | Beruf, bekannt als                             | Alter | Beleg |
| -------- | --------------------------------- | ---------------------------------------------- | ----- | ----- |
| 2. Juni  | Thomas Howard, 4. Duke of Norfolk | englischer Adliger                             | 34    |       |
| 5. Juni  | Ulrich von Mordeisen              | sächsischer Politiker und Diplomat             | 52    |       |
| 9. Juni  | Johanna III.                      | Königin von Navarra                            | 44    |       |
| 14. Juni | Thomas Wharton, 2. Baron Wharton  | englischer Adliger und Politiker der Tudorzeit |       |       |
| 16. Juni | Wilhelm Prusinovský von Víckov    | Bischof von Olmütz                             |       |       |
| 20. Juni | Simon Schaidenreisser             | deutscher Schriftsteller und Humanist          |       |       |
| 28. Juni | Johannes Goropius Becanus         | belgischer Arzt, Linguist und Humanist         | 53    |       |
| 30. Juni | Jakob Curio                       | deutscher Mediziner und Mathematiker           |       |       |

## Juli
| Tag      | Name                            | Beruf, bekannt als                                                                | Alter | Beleg |
| -------- | ------------------------------- | --------------------------------------------------------------------------------- | ----- | ----- |
| 5. Juli  | Longqing                        | chinesischer Kaiser der Ming-Dynastie                                             | 35    |       |
| 7. Juli  | Sigismund II. August            | König von Polen, Großfürst von Litauen, letzter König der Jagiellonen             | 51    |       |
| 9. Juli  | Johann Pontanus                 | deutscher Arzt                                                                    |       |       |
| 9. Juli  | Theodor van der Eem             | katholischer Märtyrer und Heiliger                                                |       |       |
| 27. Juli | Walrab von Boyneburg-Hohenstein | Herr zu Jestädt                                                                   |       |       |
| Juli     | Jörg Schechner                  | Wollweber, Anhänger der reformatorischen Täuferbewegung, Nürnberger Meistersinger |       |       |

## August
| Tag        | Name                    | Beruf, bekannt als                         | Alter | Beleg |
| ---------- | ----------------------- | ------------------------------------------ | ----- | ----- |
| 20. August | Miguel López de Legazpi | spanischer Conquistador                    |       |       |
| 24. August | Gaspard II. de Coligny  | französischer Admiral und Hugenottenführer | 53    |       |
| 24. August | Claude Goudimel         | französischer Komponist der Renaissance    |       |       |
| 24. August | Petrus Ramus            | französischer Philosoph und Humanist       |       |       |
| 25. August | Christoph Lasius        | deutscher evangelischer Theologe           | 68    |       |

## September
| Tag           | Name                           | Beruf, bekannt als                                      | Alter | Beleg |
| ------------- | ------------------------------ | ------------------------------------------------------- | ----- | ----- |
| 2. September  | Eberhard von Gemmingen zu Bürg | Grundherr in Bürg, Widdern, Maienfels und Treschklingen |       |       |
| 19. September | Barbara von Österreich         | Erzherzogin von Österreich, Herzogin von Ferrara        | 33    |       |
| 22. September | François Clouet                | französischer Maler                                     |       |       |
| 24. September | Túpac Amaru                    | letzter Herrscher des Inkareiches                       |       |       |
| 29. September | Denis Lambin                   | französischer Humanist und Gelehrter                    |       |       |
| September     | Juan Cano de Saavedra          | spanischer Konquistador                                 |       |       |

## Oktober
| Tag         | Name                             | Beruf, bekannt als                                                | Alter | Beleg |
| ----------- | -------------------------------- | ----------------------------------------------------------------- | ----- | ----- |
| 1. Oktober  | Francisco de Borja               | spanischer Jesuit, Generaloberer des Jesuitenordens und Heiliger  | 61    |       |
| 4. Oktober  | Jean de Coras                    | französischer Jurist, Hochschulprofessor                          | 59    |       |
| 4. Oktober  | Johannes Mahusius                | niederländischer römisch-katholischer Bischof von Deventer        |       |       |
| 20. Oktober | Hermann von Holten               | Abt der Klöster Werden und Helmstedt                              |       |       |
| 24. Oktober | Edward Stanley, 3. Earl of Derby | englischer Adeliger                                               | 63    |       |
| 25. Oktober | Cosimo Bartoli                   | italienischer Humanist, Übersetzer, Kunsttheoretiker und Diplomat | 68    |       |
| 28. Oktober | John Erskine, 18. Earl of Mar    | schottischer Adeliger, 18. Earl of Mar                            |       |       |
| 31. Oktober | Johann von Randow                | Magdeburger Domherr                                               |       |       |

## November
| Tag          | Name                 | Beruf, bekannt als              | Alter | Beleg |
| ------------ | -------------------- | ------------------------------- | ----- | ----- |
| 12. November | Heinrich zu Stolberg | deutscher Regent                | 63    |       |
| 17. November | Johann Wolf          | Schweizer reformierter Theologe | 51    |       |
| 23. November | Agnolo Bronzino      | italienischer Maler             | 69    |       |
| 24. November | John Knox            | schottischer Prediger           |       |       |

## Dezember
| Tag           | Name                     | Beruf, bekannt als                           | Alter | Beleg |
| ------------- | ------------------------ | -------------------------------------------- | ----- | ----- |
| 2. Dezember   | Ippolito II. d’Este      | Erzbischof von Mailand, Kardinal             | 63    |       |
| 11. Dezember  | Loredana Marcello        | Ehefrau des Dogen Alvise Mocenigo I.         |       |       |
| 13. Dezember  | Jachiam Tütschett Bifrun | Schweizer reformierter Bibelübersetzer       | 66    |       |
| 22. Dezember  | Hermann von Vechtelde    | deutscher Rechtsgelehrter                    |       |       |
| 23. Dezember  | Johannes Sylvanus        | deutscher Theologe                           |       |       |
| 26. Dezember  | Soetgen Gerrits          | niederländische Dichterin von Kirchenliedern |       |       |
| 30. Dezember  | Galeazzo Alessi          | italienischer Architekt                      |       |       |
| Ende Dezember | John Hales               | englischer Politiker und Schriftsteller      |       |       |

## Datum unbekannt
| Tag | Name                       | Beruf, bekannt als                                                                                | Alter | Beleg |
| --- | -------------------------- | ------------------------------------------------------------------------------------------------- | ----- | ----- |
|     | Wulff von Ahlefeldt        | Erbherr von Haselau und Gut Kaden, Sohn von Friedrich von Ahlefeldt (Gutsherr, 1551)              |       |       |
|     | Guttormur Andrasson        | Løgmaður der Färöer                                                                               |       |       |
|     | Rafael Bombelli            | italienischer Mathematiker                                                                        |       |       |
|     | Salim Chishti              | Sufi-Heiliger                                                                                     |       |       |
|     | Marcos Pérez               | schweizerischer Unternehmer                                                                       |       |       |
|     | István Dobó                | Burghauptmann von Eger                                                                            |       |       |
|     | Jo Sik                     | koreanischer Philosoph und Schriftsteller zur Zeit der Joseon-Dynastie                            |       |       |
|     | Johann I.                  | Statthalter von Limburg, nicht regierender Graf von Ostfriesland                                  |       |       |
|     | Johann I. von Viermund     | deutscher Adliger und Herr von Neersen                                                            |       |       |
|     | Jost Clodt von Jürgensburg | Diplomat und später herzoglicher Kanzler im Herzogtum Kurland und Semgallen                       |       |       |
|     | Francesco Londariti        | griechischer Komponist                                                                            |       |       |
|     | Isaak Luria                | Rabbiner und Kabbalist                                                                            |       |       |
|     | Johannes Lycaula           | deutscher evangelischer Theologe und Reformator                                                   |       |       |
|     | Andrzej Frycz Modrzewski   | polnischer Humanist und Theologe, Vater der polnischen Demokratie                                 |       |       |
|     | Francisco de Morais        | portugiesischer Romanschriftsteller und Schatzmeister                                             |       |       |
|     | Giovanni Sallustio Peruzzi | italienischer Architekt und Maler                                                                 |       |       |
|     | Hans von Randow            | Amtshauptmann zu Hornburg und Zilly                                                               |       |       |
|     | Joachim von Roebel         | Kurbrandenburger und Kursächsischer und zuletzt kaiserlicher Feldmarschall und Geheimer Kriegsrat |       |       |
|     | Lorenzo Rustici            | italienischer Maler und Stuckateur                                                                |       |       |
|     | Guerau de Spes             | spanischer Diplomat, Botschafter Spaniens im Vereinigten Königreich                               |       |       |
|     | Jacques Yver               | französischer Erzähler                                                                            |       |       |